# جسم خارجی
جسم خارجی به هر جسمی گفته می‌شود که از خارج بدن یک جاندار سرچشمه می‌گیرد. در ماشین آلات، جسم خارجی می‌تواند هر شی ناخواسته مزاحم باشد.
بیشترین موارد مرتبط با اجسام خارجی، شامل دخول جسم خارجی از راه سوراخ‌های طبیعی بدن به اندام‌های توخالی است.
اجسام خارجی می‌توانند بی اثر یا تحریک کننده باشند و در صورت تحریک، می‌توانند باعث التهاب و زخم بشوند. آنها می‌توانند به بدن عفونت منتقل کنند یا از عوامل عفونت‌زا در برابر دستگاه ایمنی بدن محافظت کنند. اجسام خارجی همچنین می‌توانند با ایجاد زخم یا به سبب اندازه بزرگشان، موجب بسته شدن مجراها بشوند. بعضی از این اجسام ممکن است سمی باشند یا از واکنش‌های شیمیایی تولید شده توسط بدن، مواد شیمیایی سمی تولید کنند؛ مانند واکنش‌های شیمیایی بسیاری از اجسام فلزی خورده شده در بدن.
چنانچه به جسم خارجی، نیروی کافی وارد شود، مانند شلیک یک گلوله، جسم خارجی قادر است در هر بافتی از بدن نفوذ کند.

## دستگاه گوارش
یکی از جای‌های متداول که جسم خارجی در آن وارد می‌شود، لوله گوارش است.
ورود اجسام خارجی از دهان یا راست روده به داخل دستگاه گوارش صورت می‌گیرد.
کودکان و بزرگسالان هر دو دچار مشکلاتی می‌شوند که ناشی از قرار گرفتن اجسام خارجی در بدن آنها است. به ویژه کودکان خردسال به‌طور طبیعی کنجکاو هستند و ممکن است عمداً اشیای براق مانند سکه یا باتری‌های دکمه ای را در دهان خود بگذارند. آنها همچنین دوست دارند اشیا را در مجاری گوش و سوراخ‌های بینی خود قرار دهند. میزان خطر یک جسم خارجی می‌تواند بی‌اهمیت باشد یا تا جایی پیش برود که حتی تهدید کننده جان فرد باشد. به عنوان مثال، یک سکه باعث ایجاد فشار محلی بر روی بافت می‌شود اما به‌طور کلی نیاز به اورژانس پزشکی نیست. یک باتری دکمه ای که می‌تواند اندازه ای بسیار شبیه به یک سکه داشته باشد، در بدن یون‌های هیدروکسید تولید می‌کند و می‌تواند طی دو ساعت باعث سوختگی شیمیایی بشود. باتری دکمه ای بلعیده شده که در مری گیر کرده باشد، یک فوریت پزشکی است. در سال ۲۰۰۹، آوولیو لوئیجی و مارتوچیلو جوزپه نشان دادند که اگرچه اجسام خارجی غیر مغناطیسی بلعیده شده به‌طور معمول و بدون آسیب‌رسانی از بدن دفع می‌شوند، اما آهنرباهای خورده شده از اسباب بازی‌های مغناطیسی ممکن است یکدیگر را از طریق دیواره روده کودکان جذب کرده و باعث آسیب شدید مانند نکروز فشار، سوراخ‌شدگی، فیستول روده، ولوولوس و انسداد روده بشوند.

## پانکراس
گاهی اوقات اجسام خارجی می‌توانند خود به خود از دستگاه گوارش عبور کرده و آن را سوراخ کرده یا به دیواره معده و اثنی عشر نفوذ کرده و به لوزالمعده برسند. روش لاپاراسکوپی پیش از جراحی باز می‌تواند با اطمینان برای برداشتن اجسام خارجی جاسازی شده در پانکراس انجام شود.

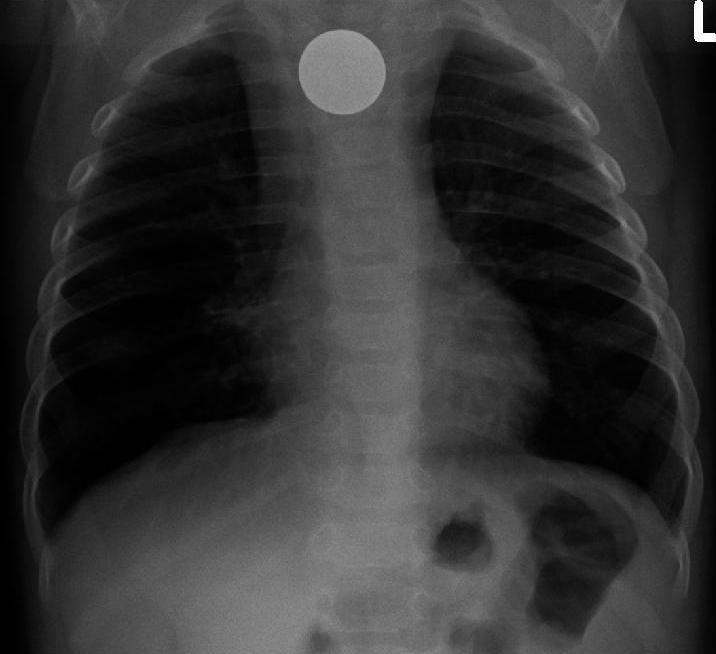
سکه ای که در AP CXR در مری دیده می‌شود
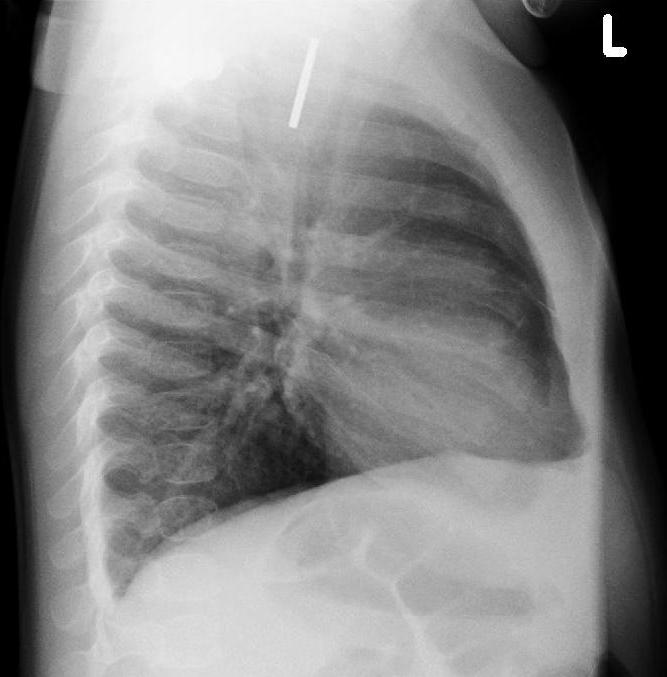
سکه ای که در CXR جانبی در مری دیده می‌شود
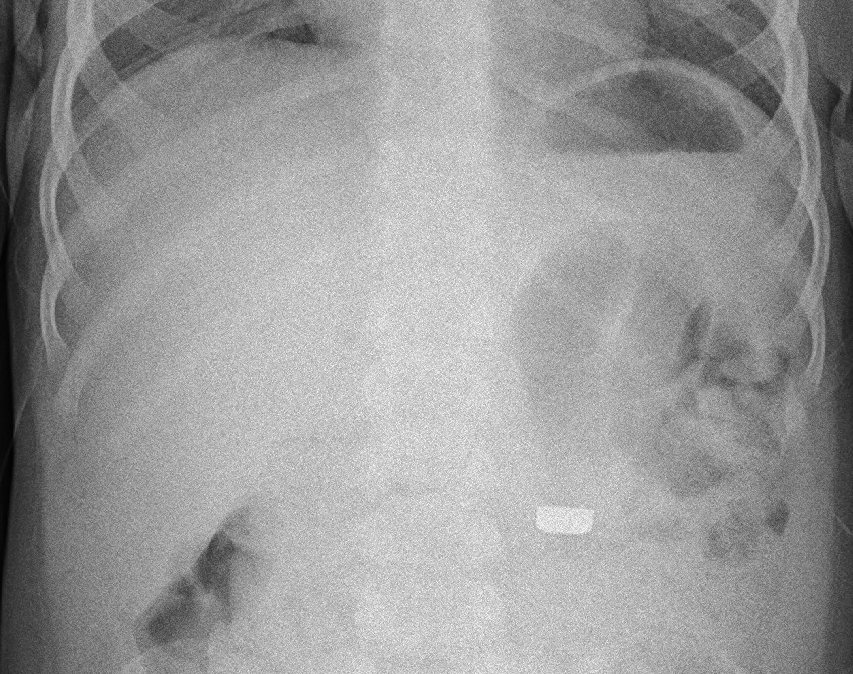
اشعه ایکس یک باتری ۹ میلی متری را در روده نشان می‌دهد
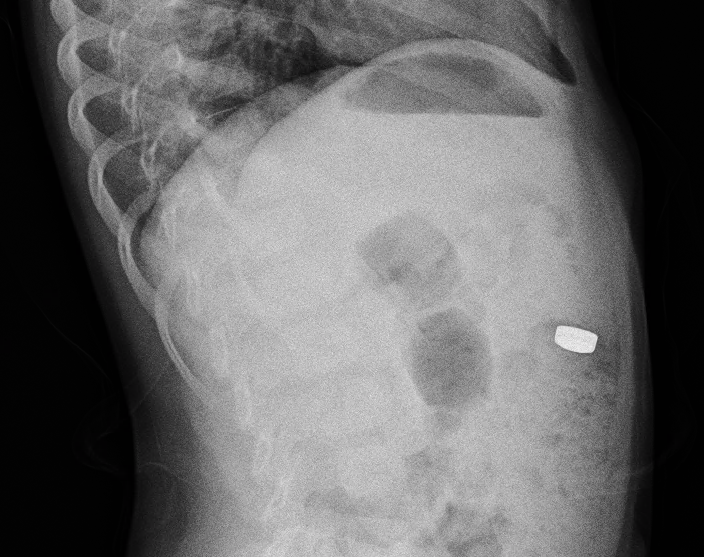
اشعه ایکس جانبی، یک باتری ۹ میلی متری را در روده نشان می‌دهد
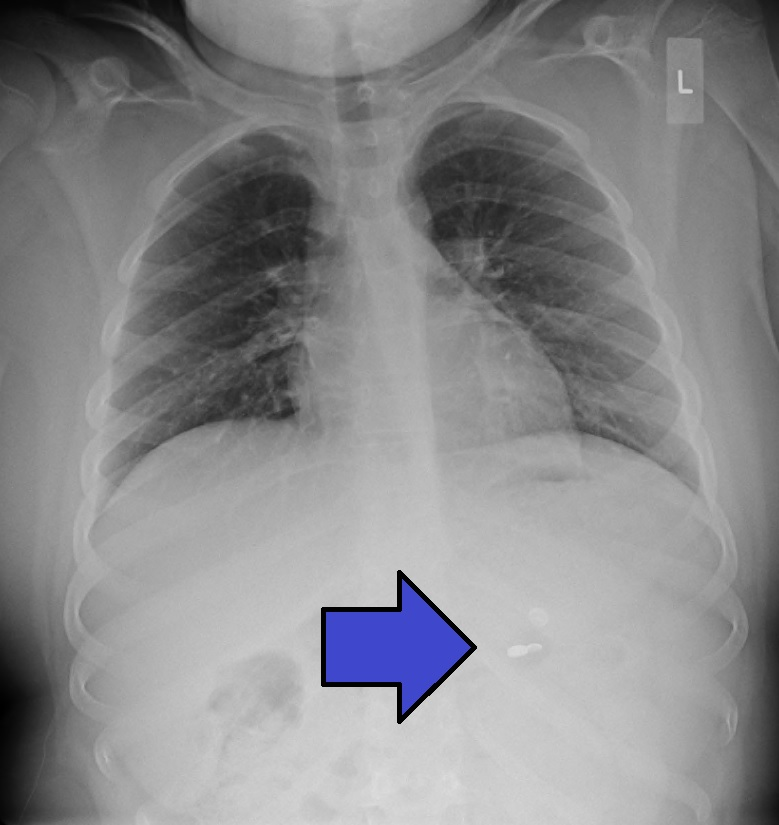
چند باتری دکمه‌ای در معده

## هواراه‌ها
ممکن است جسم خارجی با ورود به مجاری تنفسی، باعث خفگی شود.
در یک مطالعه، بادام زمینی شایعترین جسم خارجی سبب‌ساز انسداد اندامی بود. علاوه بر بادام زمینی، هات داگ، انگور و بادکنک لاتکس نیز خطر جدی خفگی در کودکان ایجاد می‌کنند که می‌تواند حتی منجر به مرگ کودک شود. یک بادکنک لاتکس از نظر شکلی، مطابق شکل نای است و هواراه را مسدود کرده و با مانور هایملیش دفع آن را دشوار می‌کند.
جسم خارجی در نایژه‌ها می‌تواند به صورت سرفه مزمن نیز ظاهر شود.

## چشم‌ها
ذرات معلق در هوا در چشم افراد از هر سنی می‌نشینند. این اجسام خارجی اغلب منجر به آلرژی می‌شوند که یا موقتی هستند یا حتی به آلرژی مزمن تبدیل می‌شوند. این امر به ویژه در مورد ذرات گرد و غبار مشهود است.
همچنین امکان ورود اجسام بزرگتر در چشم وجود دارد. شایعترین علت وجود اجسام خارجی داخل چشم چکش‌کاری است. اجسام خارجی که به قرنیه وارد می‌شوند، اغلب به دلیل شغل فرد بوده و می‌توان با رعایت ایمنی چشمی در محل کار از ورود آن‌ها به چشم جلوگیری کرد.
ورود اجسام خارجی به چشم همه‌ساله نزدیک به ۲ تن از هر ۱٬۰۰۰ تن را دچار مشکل می‌کند.

## پوست

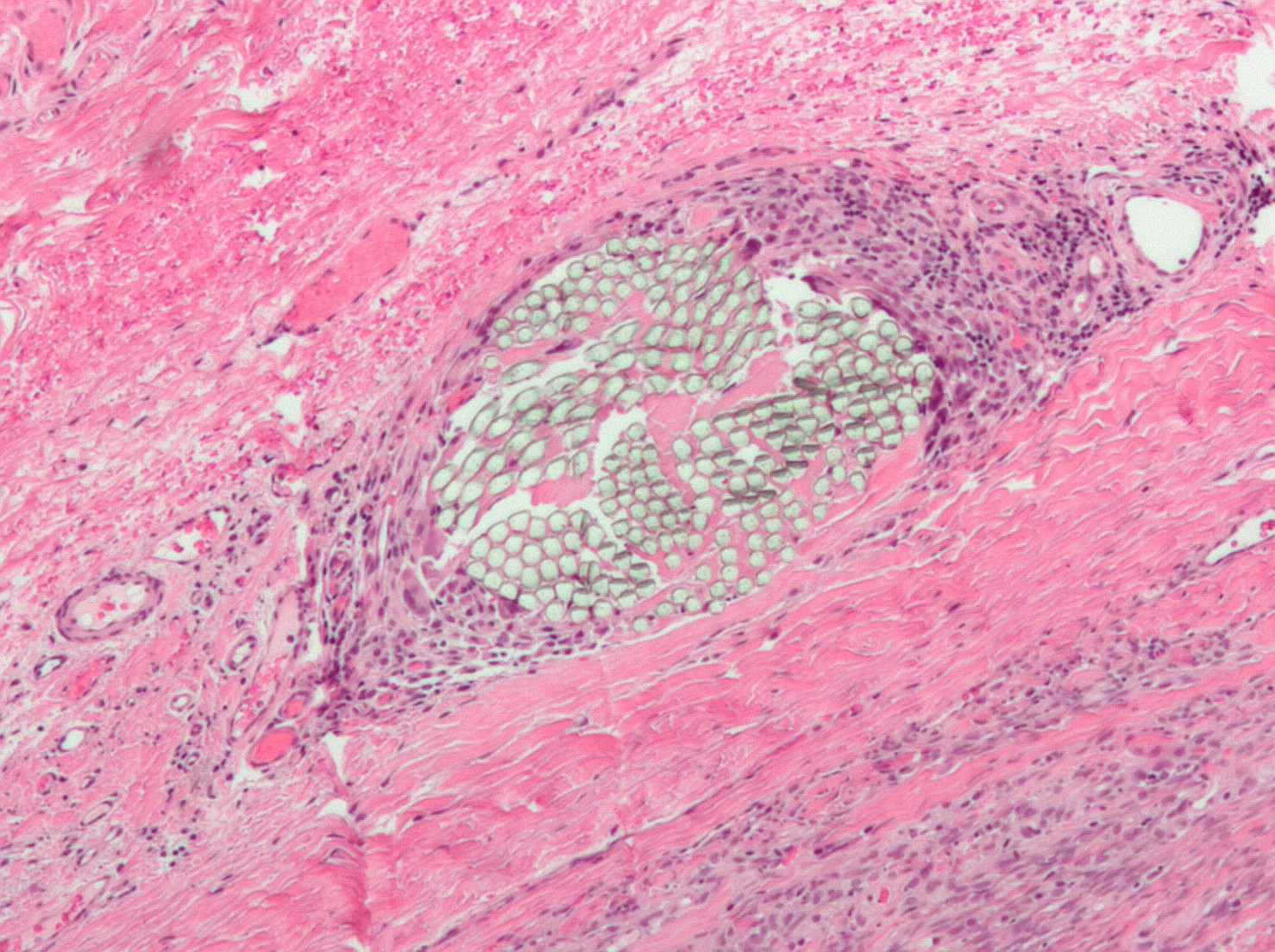
بخیه جراحی. لکه H&E.

تکه‌تکه‌های اجسام خارجی بیش‌ترین موارد ورود جسم خارجی به پوست هستند. عفونت استافیلوکوکوس اورئوس اغلب باعث ایجاد کورک در اطراف آنها می‌شود.
پروفیلاکسی کزاز ممکن است مناسب باشد.

## صفاق
اجسام خارجی در صفاق می‌توانند شامل ابزار جراحی جا مانده پس از جراحی شکم باشد. به ندرت، یک آی‌یودی می‌تواند دیواره رحم را سوراخ کرده و وارد صفاق شود.
اجسام خارجی موجود در صفاق در نهایت ممکن است باعث ایجاد گرانولوم جسم خارجی شوند. در موارد بسیار نادر حاملگی خارج رحمی، می‌تواند منجر به لیتوپدیون شود.

## مرتبط

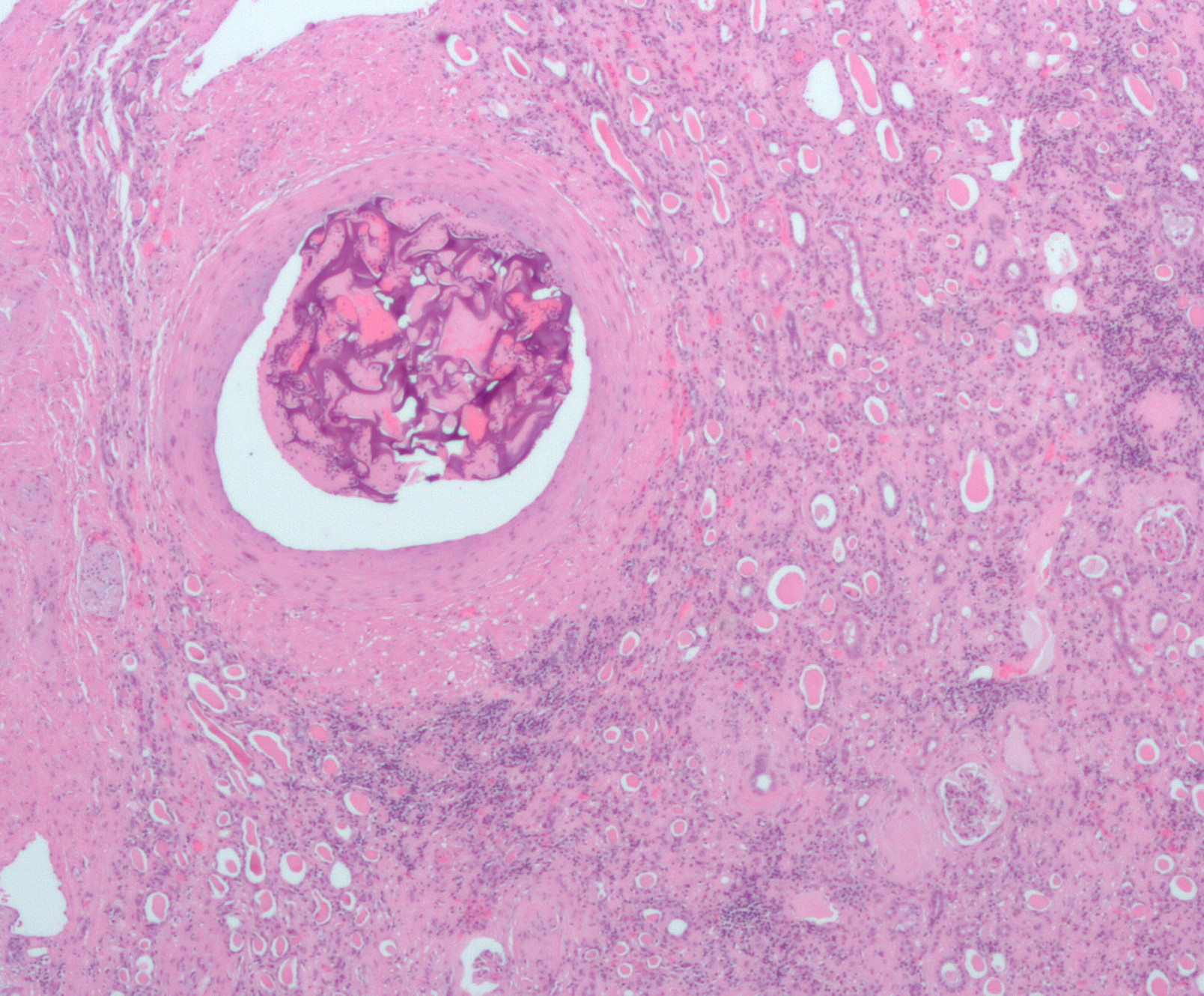
مواد خارجی در رگ خونی به دلیل عمل آمبولیزاسیون.

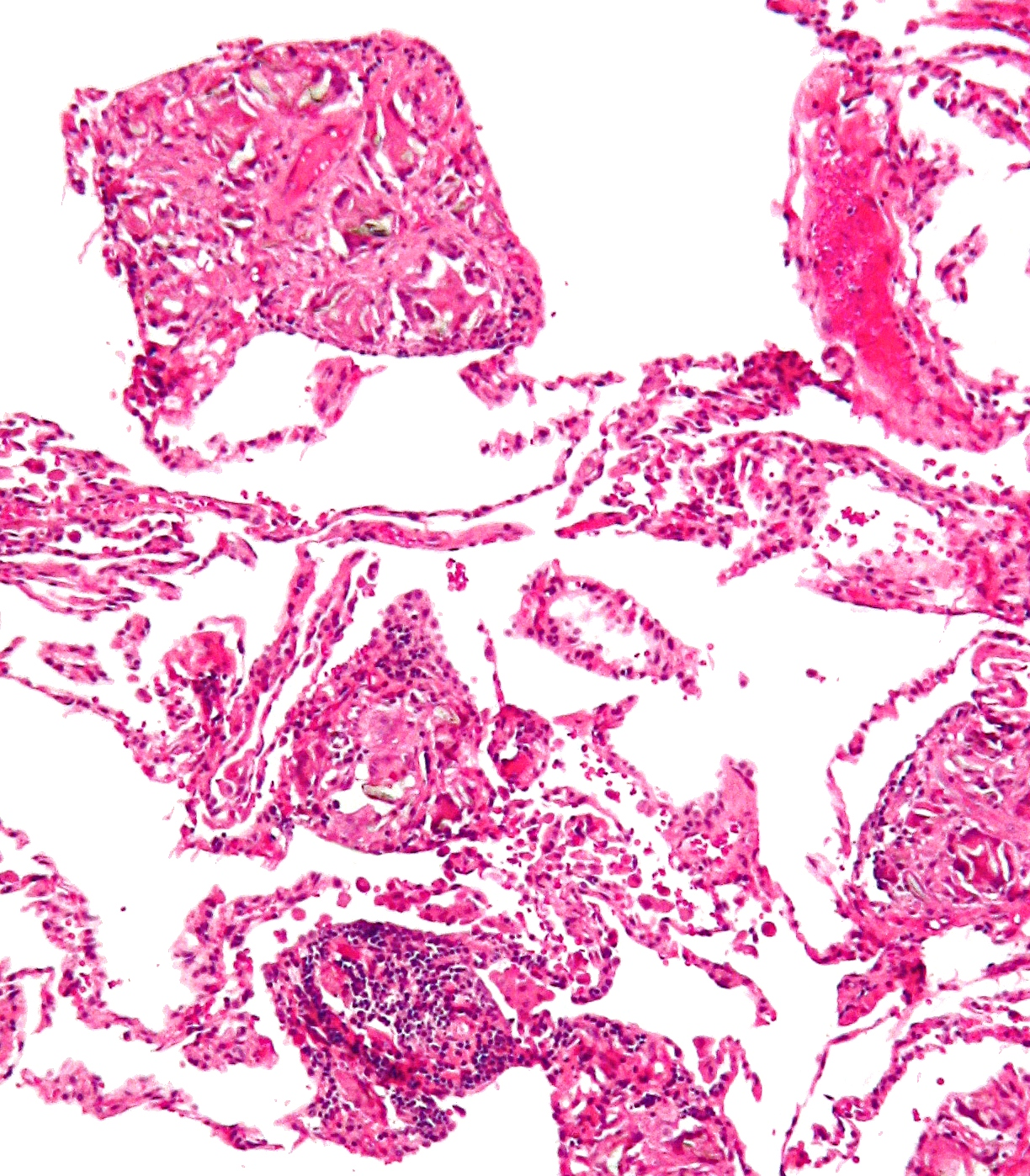
تالکوز ریه به دلیل مصرف وریدی دارو. لکه ایچ‌اندئی.

اجسام خارجی همچنین می‌توانند در مکان‌های دیگر جای گیرند که از آن جمله می‌توان به موارد زیر اشاره کرد:
- مقعد یا راست روده[۱۲]
- رگهای خونی یا سیستم قفسه سینه[۱۳]
- گوش[۱۴]
- بینی[۱۵]
- مجرای ادرار[۱۶]
- مهبل[۱۷]

## دیگر حیوان‌ها
اجسام خارجی در حیوان‌ها، به ویژه سگ‌ها و گربه‌ها جوان معمول است. سگ‌ها به راحتی اسباب بازی‌ها، استخوان‌ها و هر جسمی را که یا غذایی روی آن باشد یا بوی غذا بدهد، می‌خورند. خلاف انسان، سگ‌ها به دلیل توانایی بلع اشیای نسبتاً بزرگ و عبور دادن آن‌ها از مری، مستعد انسداد دستگاه گوارش هستند. اجسام خارجی معمولاً به دلیل عدم توانایی عبور از اسفنکتر پیلوریک به داخل تهی‌روده ورود کرده و در معده جای می‌گیرند. علائم انسداد دستگاه گوارش شامل استفراغ و درد شکمی است که اغلب با پرخاشگری، عفونت حاد و افسردگی ناشی از کم‌بود آب مشخص می‌شود. نحوه بیرون کشیدن جسم خارجی با توجه به شدت خطر آن تعیین می‌شود. مدت زمان حضور جسم خارجی، محل قرارگیری، درجه انسداد، وضعیت سلامتی قبلی حیوان و نوع موادی که جسم خارجی از آن ساخته شده‌است می‌تواند حدت شرایط را تعیین کند. در صورت پاره شدن معده یا روده، التهاب صفاق به وجود می‌آید. اجسام خارجی موجود در معده را گاهی می‌توان با بازیابی آندوسکوپی یا در صورت لزوم با عمل گاستروستومی بیرون کشید. اغلب، یک ابزار ساده برای از بین بردن اجسام خارجی بدون عمل آندوسکوپی، بهره‌گیری از انبرک سوسماری هارتمن است. این ابزار در اندازه‌های ۱ تا ۸ سانتی ساخته می‌شود. اجسام خارجی در تهی‌روده توسط انتروتومی خارج می‌شوند.

اجسام خارجی به‌خصوصی ممکن است در حیوان‌ها مشکل ساز هستند. استخوان‌ها یا اشیا دارای لبه‌های تیز ممکن است باعث پاره شدن دیواره مری، معده یا روده کوچک شده و منجر به پریتونیت شوند. سکه‌های پنی که به تعداد زیاد بلعیده شوند، ممکن است باعث مسمومیت روی شود؛ که در سگ‌ها منجر به گاستروانتریت شدید و کم خونی همولیتیک می‌گردد. اجسام خارجی طولی به خصوص می‌توانند خطرناک باشند. یک جسم خارجی طولی معمولاً به یک رشته یا نخ متصل است که در انتهای آن یک جسم بزرگتر یا یک توده وجود دارد. یک انتهای آن معمولاً در معده یا روده کوچک پروگزیمال جای می‌گیرد و انتهای دیگر آن به روده وارد می‌شود. با کشیده شدن محکم این گونه اجسام، ممکن است روده‌ها روی خود به اصطلاح به حالت «آکاردئونی» جمع شده و در نهایت، توسط آن پاره شوند. این امر خصوصاً در گربه‌هایی که ممکن است از بازی با یک توپ متصل به نخ لذت ببرند، معمول است. گاهی اوقات جسم خارجی طولی با گیر کردن در زیر زبان در دهان جای می‌گیرد. جوراب شلواری یک جسم خارجی طولی رایج از این گونه در سگ‌ها است.

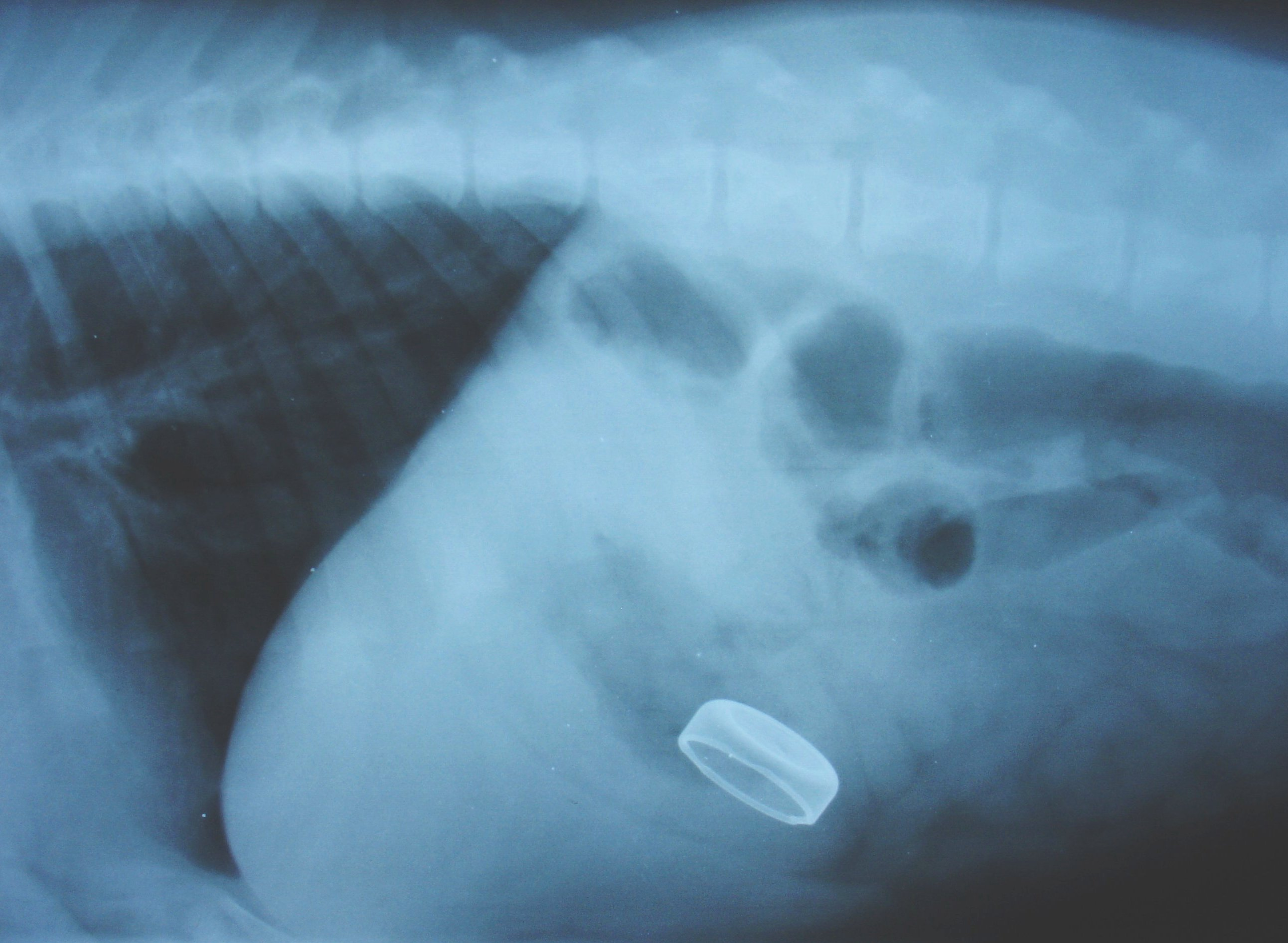
در یک بطری توسط یک سگ بلعیده شده‌است.
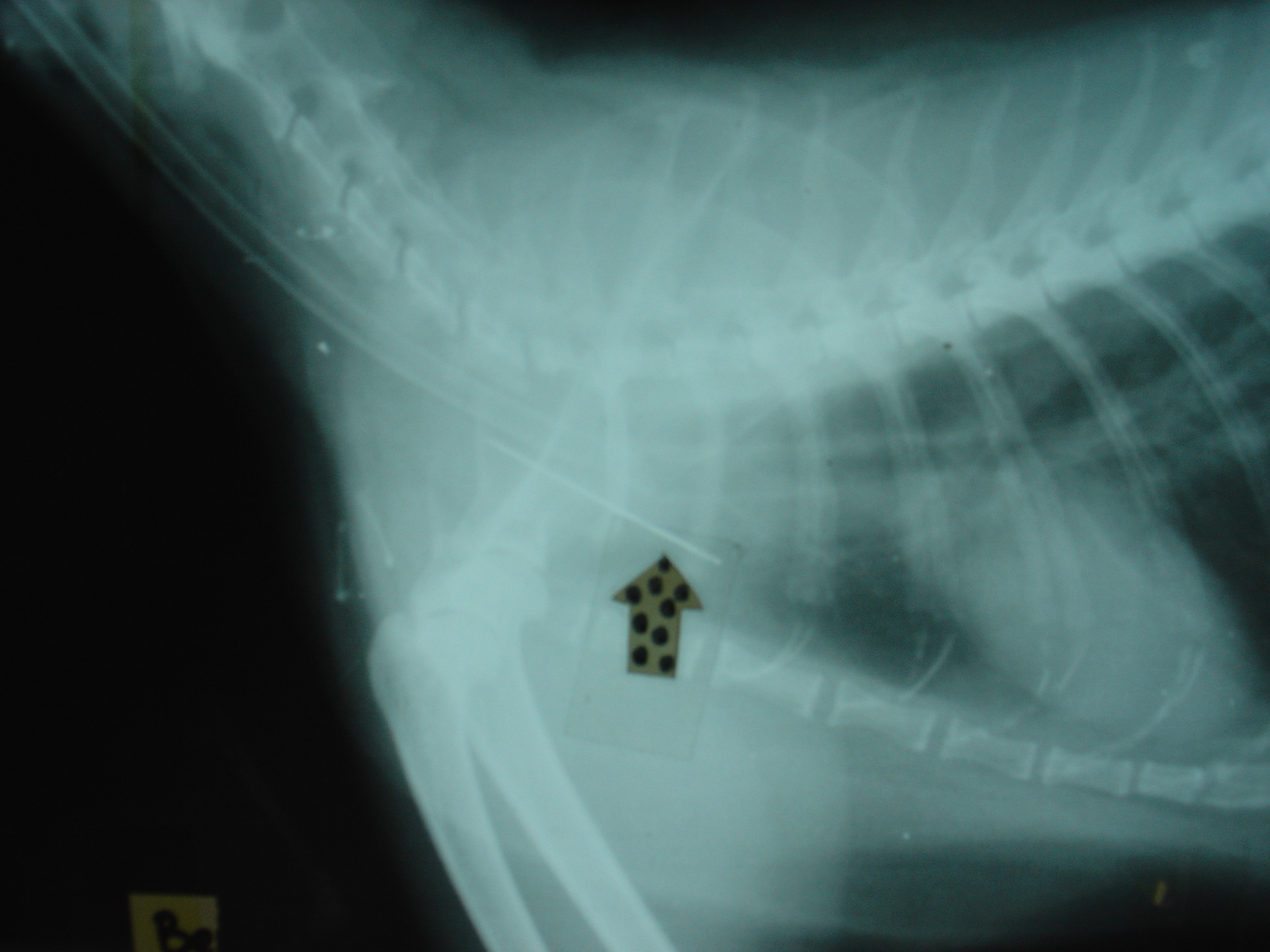
یک سوزن توسط گربه‌ای بلعیده شده‌است.